# Juan Draghi Lucero
Juan Draghi Lucero (Santa Fe, 5 de diciembre de 1895 - Mendoza, 17 de mayo de 1994), fue un folclorólogo y escritor argentino.
Nacido en Santa Fe en 1895 y mendocino por adopción desde 1897, Draghi Lucero comenzó a estudiar la historia y el folclore de la región cuyana en la década de 1920.

Merced a sus profusos trabajos de campo y recolecciones de datos pudo -en 1938- editar el Cancionero popular cuyano, en éste se encuentra una nutrida y sumamente interesante recopilación de coplas, cuecas, décimas, romances y tonadas.

En 1942 publicó el más conocido de sus libros: Las mil y una noches argentinas, como su nombre lo indica tal obra está escrita siguiendo una estructura y una forma semejante a la de  Las mil y una noches (aunque no existe ningún personaje como Scherezade que haga las veces de "protagonista relator"), dentro de tal texto se encuentran reescritos narraciones, leyendas, relatos y cuentos típicos del folclore argentino. Fragmentos del mismo fueron traducidos por Malatios Khouri al árabe y publicados en Beirut en 1947.
Por lo demás J. Draghi Lucero resultó fundador de la Junta de Estudios Históricos de Mendoza, profesor en varias cátedras de la Universidad Nacional de Cuyo y miembro correspondiente del Instituto Nacional Sanmartiniano. Recibió el Premio Konex de Platino en 1984 en la disciplina "Regional".

## Principales obras
- Cancionero popular cuyano (1938)
- Las mil y una noches argentinas (1942)
- El loro adivino (1963)
- Cuentos mendocinos (1964)
- El hachador de Altos Limpios (1966)
- El bailarín de la noche (1968)
- El pájaro brujo (1972)
- La cabra de plata (1978)
- Sueños (1986)